# Baszta Białogłówka
Baszta Białogłówka – baszta pochodząca z pierwszej połowy XV wieku, zabytek Stargardu, znajdujący się w najstarszej części Starego Miasta, na obrzeżu dawnego grodziska, w sąsiedztwie bramy Wałowej, na zakolu Iny. Baszta Białogłówka, kolegiata Mariacka i pozostałe mury obronne rozporządzeniem Prezydenta RP z dnia 17 września 2010 została uznana za pomnik historii.
Baszta swoją nazwę przyjęła od zwieńczającego jej hełm sześciokątnego stożka, otynkowanego na biały kolor. Zbudowana została na podstawie kwadratowej, przechodzącej w kształt cylindra do wysokości ok. 30 m.
Wewnątrz znajduje się sześć kondygnacji wraz z lochem więziennym.
Baszta Białogłówka jest zabytkiem na Europejskim Szlaku Gotyku Ceglanego.

## Legenda
Istnieje legenda średniowieczna, która opowiada, jak to większość mężczyzn Stargardu wyruszyła na walkę z rozkazu ówczesnego władcy. W mieście zostali tylko nieliczni rzemieślnicy, starcy, kobiety i dzieci. Opustoszałe miasto zaatakowały nieznane wojska, które zebrały się pod basztą. Bezbronne kobiety, zauważywszy wroga, zabrały niewielką ilość broni i stanęły do obrony. Ich walka wobec przeważających sił wroga była z góry przegrana. Wówczas wpadły na pomysł, aby w wielkich kotłach zagotować smołę. Gdy była odpowiednio gorąca, za pomocą prymitywnych podnośników wylały ją na armię wroga. Udało im się odeprzeć atak i ocalić miasto. Gdy ówczesny władca się o tym dowiedział, rozkazał pomalować szczyt baszty na biało i na cześć dzielnych mieszkanek nazwać ją „Basztą Białogłową”, ponieważ kiedyś kobiety za sprawą białych czepków noszonych na głowach nazywano „białogłowami”.